# Герои: Возрождение
Герои: Возрождение (англ. Heroes Reborn) — американский мини-сериал из 13 эпизодов, который сюжетно является продолжением более раннего телесериала «Герои». Премьера мини-сериала состоялась на американском канале NBC 24 сентября 2015 года. Создатель оригинального сериала Тим Кринг выступит в качестве исполнительного продюсера. На 2015 Super Bowl был представлен 16-секундный проморолик к мини-сериалу, снятый каналом NBC.
13 января 2016 года канал сообщил, что не будет продлевать его на второй сезон.

## Синопсис
Действия происходят через пять лет после событий серии «О, дивный новый мир», в котором Клэр Беннет раскрывает свои способности миру. Многие «сверхлюди», следуя её примеру, начали выкладывать свои видео в Интернете, на которых они демонстрируют свои способности. Со временем обычные люди начали бояться «героев», а правительства многих стран заставляют их проходить регистрации, тем самых поднимая волну дискриминации. На саммите «героев» в Одессе, штат Техас, был совершен террористический акт, навсегда изменивший жизнь его жителей. В этой трагедии обвинили «героев», в результате чего многие из них бегут или от сил правопорядка, или от других «героев», имеющих недобрые намерения. К последним относятся мстители Люк (Закари Ливай) и Джоанна (Джудит Шекони), которые потеряли сына в той трагедии и хотят отомстить.
Ной Беннет, также известный как H.R.G. (Джек Коулман), также скрывается, покинув свою компанию после теракта, но его находит теоретик заговора Квентин Фрейди (Генри Зебровски) и открывает ему глаза на правду, стоящую за Одесской трагедией.
Те «герои», что пустились в бега, открывают свои новые необычные способности. Робкий подросток Томми (Робби Кей) больше всего хочет стать нормальным и завоевать сердце девочки его мечты, Эмили (Гатлин Грин), что фактически стало невозможным после проявления сверхспособностей, которые только пугают его. Воспитанной под постоянным надзором, смелой и ветреной Малине (Даника Ярош) уготовано величие. В Токио тихая и уникальная девушка, Мико (Кики Сукедзанэ), ищет своего пропавшего отца и скрывает тайну, которая может быть опасной для её жизни. Эрика (Риа Килстедт) является главой высокотехнологичного конгломерата «Ренаутас» и имеет собственные темные цели. Совершенно другой тип героя проявляется в находящемся на другом конце света бывшем солдате по имени Карлос (Райан Гузман).
В то же время как появляются новые герои, нас ждет встреча и со знакомыми персонажами. Хиро Накамура (Маси Ока), Мэтт Паркмэн (Грег Гранберг), Мохиндер Суреш (Сендхил Рамамурти), Гаитянин (Джимми Жан-Луи), Анджела Петрелли (Кристин Роуз) и Майк Сандерс (Ноа Грэй-Кэйби) появятся на пути новых героев. Все вместе они должны будут выполнить нелегкую миссию : спасти мир и человечество.

## Актеры и персонажи
| Актёр           | Роль           |
| --------------- | -------------- |
| Джек Коулман    | Ной Беннет     |
| Гатлин Грин     | Эмили          |
| Райан Гузман    | Карлос         |
| Робби Кей       | Томми          |
| Риа Килстедт    | Эрика          |
| Закари Ливай    | Люк Коллинс    |
| Джудит Шекони   | Джоанна        |
| Кики Сукедзанэ  | Мико Отомо     |
| Даника Ярош     | Малина         |
| Генри Зебровски | Квентин Фрейди |

| Актёр              | Роль             |
| ------------------ | ---------------- |
| Нэзнин Контрактор  | Фара             |
| Ноа Грэй-Кэйби     | Майк Сандерс     |
| Грег Гранберг      | Мэтт Паркмен     |
| Джимми Жан-Луи     | Гаитянин Рене    |
| Маси Ока           | Хиро Накамура    |
| Сендхил Рамамурти  | Мохиндер Суреш   |
| Кристин Роуз       | Анджела Петрелли |
| Франческа Иствуд   | Молли            |
| Эйслин Пол         | Фиби Фрэйди      |
| Дилан Брюс         |                  |
| Ив Харлоу          |                  |
| Пруитт Тейлор Винс | Каспер           |

## Эпизоды
| № общий | № серии | Название                                     | Режиссёр        | Сценарист                       | Дата показа в США | Зрители США (миллионы) |
| ------- | ------- | -------------------------------------------- | --------------- | ------------------------------- | ----------------- | ---------------------- |
| 79      | 01      | «Дивный новый мир» «Brave New World»         | Мэтт Шекман     | Тим Кринг                       | 24 сентября 2015  | н/д                    |
| 80      | 02      | «Одесса» «Odessa»                            | Грег Бимен      | Питер Элкофф                    | 24 сентября 2015  | н/д                    |
| 81      | 03      | «Под маской» «Under the Mask»                | Грег Бимен      | Шеймас Кевин Фэйи               | 1 октября 2015    | н/д                    |
| 82      | 04      | «Нужды большинства» «The Needs of the Many»  | Джефф Вулноу    | Джои Фалко                      | 8 октября 2015    | н/д                    |
| 83      | 05      | «Логово льва» «The Lion's Den»               | Джефф Вулноу    | Холли Хэролд                    | 15 октября 2015   | н/д                    |
| 84      | 06      | «Конец игры» «Game Over»                     | Гидеон Рафф     | Невин Деншэм                    | 22 октября 2015   | н/д                    |
| 85      | 07      | «13 июня (часть 1)» «June 13th (part one)»   | Аллан Аркуш     | Адам Лэш и Кори Учида           | 29 октября 2015   | н/д                    |
| 86      | 08      | «13 июня (часть 2)» «June 13th (part two)»   | Аллан Аркуш     | М. Рэйвен Метцнер               | 5 ноября 2015     | н/д                    |
| 87      | 09      | «Кровавое мороженое» «Sundae, Bloody Sundae» | Гидеон Рафф     | Мариша Мукерджи и Шэрон Хоффман | 12 ноября 2015    | н/д                    |
| 88      | 10      | «11:53 в Одессу» «11:53 to Odessa»           | Лариса Кондраки | Шеймас Кевин Фэйи               | 19 ноября 2015    | н/д                    |
| 89      | 11      | «Отправьте туда клонов» «Send in the Clones» | Лариса Кондраки | Питер Элкофф                    | 7 января 2016     | н/д                    |
| 90      | 12      | «Преданная сотрудница» «Company Woman»       | Джон Джонс      | Холли Хэролд                    | 14 января 2016    | н/д                    |
| 91      | 13      | «Проект Возрождение» «Project Reborn»        | Джон Джонс      | Тим Кринг и Зак Крэйли          | 21 января 2016    | н/д                    |

## Производство
22 февраля 2014 года канал NBC озвучил намерения продолжить «Герои» в виде 13-серийного сериала с ограниченным числом серий. Проект получил название «Герои: Возрождение» и должен был выйти в 2015 году. Руководство канала подчеркнуло, что сюжет будет представлять полностью автономную историю, однако о персонажах этой истории на тот момент пока рассказано не было. Спустя несколько дней Роберт Неппер, сыгравший в оригинальном сериале главу Карнавала Сэмюэла Салливана, изъявил желание повторить свою роль и в возрожденном проекте. 15 апреля была озвучена информация, что NBC запустит производство веб-сериала-приквела, который будет показан на сайте телеканала, цифровом сервисе Hulu и добавлен в видео по запросу. 16 июня 2014 года стало известно, что Джек Колман вернется в основной состав в возрожденном сериале как Ной Беннет, он же Человек в очках с роговой оправой. При этом руководство канала не отрицало возвращение и других персонажей оригинальных «Героев». Сайлара не будет.